# Relaciones México-Túnez
Las naciones de México y Túnez establecieron relaciones diplomáticas en 1961. Ambas naciones son miembros de las Naciones Unidas.

## Historia
En 1881, el gobierno mexicano se enteró por primera vez de Túnez cuando recibió información enviada por sus legaciones diplomáticas en Francia e Italia sobre el Protectorado francés de Túnez. En 1956, Túnez obtuvo su independencia de Francia. 
En 1961, el presidente mexicano Adolfo López Mateos envió una delegación presidencial de buena voluntad, encabezada por el enviado especial Alejandro Carrillo Marcor y el delegado José Ezequiel Iturriaga; para visitar Túnez y allanar el camino para el establecimiento de relaciones diplomáticas entre ambas naciones. Ese mismo año, el 17 de noviembre de 1961, México y Túnez establecieron relaciones diplomáticas con México acreditando su embajada en París ante Túnez. Desde el establecimiento de relaciones diplomáticas; Las relaciones diplomáticas entre ambas naciones han sido limitadas y han tenido lugar principalmente en organizaciones multinacionales como en las Naciones Unidas.
En 1994, el subsecretario de Relaciones Exteriores de México, Juan Rebolledo Gout, realizó una visita a Túnez. En marzo de 2002, el Primer ministro tunecino, Mohamed Ghannouchi, realizó una visita a México para asistir al Consenso de Monterrey y se reunió con el presidente mexicano Vicente Fox. En febrero de 2005, el director general mexicano para África y el Medio Oriente, Héctor Valezzi, visitó Túnez. En 2012, la directora general mexicana para África y el Medio Oriente, Sara Valdés Bolaño, visitó la Ciudad de Túnez para reunirse con el jefe del Banco Africano de Desarrollo (que tenía su sede en Túnez en ese momento). En noviembre de 2014, el director general mexicano de ProMéxico, Francisco González Díaz, llegó a Túnez liderando una delegación de empresarios mexicanos especializados en las industrias de alimentos, materiales de construcción y biotecnología y servicios de consultoría.
En marzo de 2015, México condenó el ataque al Museo Nacional del Bardo en Túnez, donde se encontraban ocho ciudadanos mexicanos en ese momento. Los ocho ciudadanos mexicanos fueron liberados del museo y ninguno de ellos resultó dañado durante el ataque.
En noviembre de 2021, ambas naciones celebraron 60 años de relaciones diplomáticas.

## Visitas de alto nivel
Visitas de alto nivel de México a Túnez<ref name=ProMéxico />
- Enviado especial Alejandro Carrillo Marcor (1961)
- Delegado José Ezequiel Iturriaga (1961)
- Subsecretario de Relaciones Exteriores Juan Rebolledo Gout (1994)
- Director general para África y el Medio Oriente Héctor Valezzi (2005)
- Directora general para África y el Medio Oriente Sara Valdés Bolaño (2012)
- Director general de ProMéxico Francisco González Díaz (2014)

Visitas de alto nivel de Túnez a México
- Primer Ministro Mohamed Ghannouchi (2002)
- Ministro de Salud Saïd Aïdi (2015)

## Acuerdos bilaterales
Ambas naciones han firmado varios acuerdos bilaterales como un Acuerdo para la Cooperación Educativa y Cultural (1998); Acuerdo de Cooperación entre el Banco Nacional de Comercio Exterior de México y el Centro Tunecino de Exportación y Promoción (1998); Acuerdo de Supresión de Visa (1999); Memorando de Entendimiento entre ProMéxico y la Agencia para la Promoción de la Inversión Extranjera de Túnez (2016) y un Memorando de Entendimiento entre la Industria Nacional de Autopartes de México (INA) y la Asociación de Automóviles de Túnez (2017).

## Comercio
En 2023, el comercio entre México y Túnez ascendió a $130 millones de dólares. Las principales exportaciones de México a Túnez incluyen: teléfonos y teléfonos móviles, maquinaria, máquinas de coser, productos químicos, caucho y plástico, automóviles y otros vehículos, ferroaleaciones, pimienta y verduras. Las principales exportaciones de Túnez a México incluyen: equipo eléctrico, teléfonos y teléfonos móviles, cemento hidráulico, aceite de oliva, prendas de vestir, instrumentos y aparatos, productos químicos, partes y accesorios para vehículos automotores, y frutas. La empresa multinacional mexicana Grupo Bimbo opera en Túnez.

## Misiones diplomáticas
- México está acreditado ante Túnez desde su embajada en Argel, Argelia y mantiene un consulado honorario en la Ciudad de Túnez.[11]
- Túnez está acreditado ante México desde su embajada en Washington D. C., Estados Unidos.[12]